# Pristis zijsron
Pristis zijsron är en art av broskfisk som beskrevs av Pieter Bleeker 1851. Pristis zijsron ingår i släktet Pristis och familjen sågfiskar. IUCN kategoriserar arten globalt som akut hotad. Inga underarter finns listade i Catalogue of Life.

## Beskrivning
P. zisron är en rocka med hajlik kropp och sågliknande nos, rostrum. “Sågen” har 23-37 par tänder.
Munnen och gälspringorna sitter på undersidan av huvudet och bakom ögonen finns två öppningar som tillför gälarna vatten. Huden är täckt av små plakoidfjäll som ger den en sträv struktur.
Arten är brungrön eller olivfärgad och kallas därför ibland grön sågfisk.
Hannarna når som vuxna längder på upp mot 4,3 meter och det dokumenterade rekordet ligger på över 7 meter. Om honorna vet forskarna mindre, men de förmodas vara av ungefär samma storleksklass.

## Utbredning och habitat
Arten har sin utbredning i västra delarna av den indo-pacifiska regionen, från Afrikas västkust och Röda havet till Indien, Malaysia, Thailand, Indonesien och norra Australien. Arten har också rapporterats i vattnen vid södra Kina, Vietnam, Filippinerna och Papua New Guinea. 
Den trivs i grunt vatten ner till 5 meters djup på sandiga och leriga havsbottnar. Den besöker estuarier och kan ta sig upp i floder. En individ hittades 200 kilometer uppströms i Northern Territory i Australien. Exemplar har påträffats på över 70 meters djup.

## Hot mot arten
Fiske är det stora hotet mot denna art av sågfisk. Fiskens stora rostrum fastnar lätt i nät och annan fiskeutrustning. Arten utgör annars inget förstahandsval för fiskare, även om köttet och fenorna sägs vara uppskattade på matbordet.
Fiske med driv- och bottengarn står för mer än 80 procent av fångsten av denna sågfisk, enligt uppgifter från norra Australien.